# ترولبن
ترولبن (به آلمانی: Trulben) یک شهر در آلمان است که در راینلاند-فالتس واقع شده‌است.

## خصوصیات
ترولبن ۷٫۳۶ کیلومترمربع مساحت دارد ۳۰۰ متر بالاتر از سطح دریا واقع شده‌است.